# Нітабо
Нітабо  (яп. 仁太坊) , ім'я при народженні Акімото Нітаро  (яп. 秋元仁太郎, 1857, Канагі, преф. Аоморі — 1928)  — японський музикант і композитор. Вважається творцем жанру гри на сямісені, відомого як цуґару-дзямісен.

## Життєпис
Народився в провінції Муцу в нині скасованому селищі Канагі (від 2005 — частина міста Ґосьоґавара) в сім'ї поромника. Мати Нітаро померла, коли йому був рік від народження, у 8 років він втратив зір під час епідемії віспи. Через рік після цього помер і батько Нітаро.
Нітабо навчився грати на сямісені у сліпої виконавиці-годзе і в 14 років почав заробляти на життя як бідний вуличний музикант. Нітабо не міг потрапити в гільдію сліпих музикантів Тодо-дза через бідність, тому мусив жебракувати
Нітабо модифікував сямісен, підігнавши його конструкцію під власний інноваційний виконавський стиль, що вимагав наявності міцної мембрани і великих габаритів інструменту, назвавши його за назвою регіону Цуґару, в якому жив: цуґару-дзямісен.

## В культурі та мистецтві
- Нітабо: Слава творця цуґару-дзямісена — японський анімаційний фільм, вільна адаптація біографічної книги Кадзуо Дайдзьо про життя Нітабо[2][3][5].

## Примітка
1. 1 2 3 4  仁太坊
2. 1 2  津軽三味線のお話
3. 1 2  津軽三味線
4. ↑  Henrey Mabley Johnson. Tsugaru Shamisen: From Region to Nation (and beyond) and Back Again // Asian Music. — 2006. — Vol. 37, no. 1 (25 March). — P. 75—100.
5. ↑  la fiche Nitaboh sur ShoShoSein